# Deionização
Deionização é um processo comumente utilizado em laboratórios e indústria para produzir solventes puros, isentos de íons, com grande destaque para a água. O processo não remove os íons que existem naturalmente por equilíbrio no solvente. No caso da água, os cátions (H+) e os ânions (OH-) permanecem.

## Método
Na produção da dita água deionizada procede-se passando a água a tratar por uma coluna com grãos de uma resina de troca iônica.
As resinas de troca iônica são polímeros orgânicos geralmente sulfonados e derivados do estireno e do divinilbenzeno, sob a forma de pequenas partículas geralmente esféricas (com diâmetro menor que 0,5 mm).
No caso das resinas de troca catiônica, esta trocará seus íons hidrogênio (H+) por contaminantes catiônicos, como os cátions (cálcio, magnésio, ferro, alumínio, manganês, cobre, zinco, cromo, níquel e outros cátions metálicos e cátions diversos).
As resinas aniônicas trocam seus íons hidroxila (OH-) por sua vez pelos contaminantes aniônicos (clorato, clorito, cloreto, sulfato, sulfito, sulfeto, nitrato, nitrito, fosfato, fluoreto e outros ânions, além da sílica).
A pureza da água na saída do processo pode ser determinada pela medição de sua condutividade elétrica, que sempre será reduzida de acordo com a eficiência da purificação.